# Молекулярний граф
Молекулярний граф (англ. molecular graph) — у комп'ютерній хімії — граф з по-різному позначеними (кольорами) вершинами (хроматичний  граф), які представляють атоми різних типів, та по-різному позначеними (кольорами) ребрами, що співвідносяться з різними типами зв'язків, котрий відображає усю сітку зв'язків для даної конфігурації ядер у молекулярній частинці.